# Swerewo
Swerewo (russisch Зверево) ist eine Stadt in der Oblast Rostow (Russland) mit 22.411 Einwohnern (Stand 14. Oktober 2010).

## Geografie
Die Stadt liegt im Ostteil des Donezrückens etwa 140 km nordöstlich der Oblasthauptstadt Rostow am Don im Bereich mehrerer in die Kundrjutschja, einen rechten Nebenfluss des Sewerski Donez, mündender Bäche.
Swerewo ist der Oblast administrativ direkt unterstellt.
Die Stadt liegt an der Eisenbahnstrecke Moskau–Woronesch–Rostow am Don (Streckenkilometer 1085), von welcher hier Strecken in Richtung Debalzewe und Donezbecken (Ukraine) sowie nach Sinegororski (Station Krasnodonezkaja) abzweigen. Einige Kilometer östlich Swerewo führt die Fernstraße M4 Moskau–Rostow am Don–Noworossijsk vorbei.

## Geschichte
Swerewo entstand am Anfang des 20. Jahrhunderts als Bergarbeitersiedlung im Zusammenhang mit dem Abbau von Steinkohlelagerstätten. 1929 erhielt der Ort den Status einer Siedlung städtischen Typs und 1989 das Stadtrecht.

### Bevölkerungsentwicklung
| Jahr | Einwohner |
| ---- | --------- |
| 1939 | 7.498     |
| 1959 | 10.853    |
| 1970 | 16.644    |
| 1979 | 21.695    |
| 1989 | 28.206    |
| 2002 | 25.356    |
| 2010 | 22.411    |

Anmerkung: Volkszählungsdaten

## Wirtschaft
Swerewo ist eines der Zentren des Steinkohlenbergbaus im östlichen Donezbecken.